# Briana Evigan
Briana Barbara-Jane Evigan mais conhecida como Briana Evigan (Los Angeles, 23 de outubro de 1986) é uma atriz, dançarina, cantora, compositora e coreógrafa mais conhecida por seus papéis no Step Up série e por sua Scream Queen papéis em vários filmes de terror. Nascida em Los Angeles, Evigan é filha do ator Greg Evigan e de sua esposa Pamela, dançarina, modelo e coreógrafa. Ela começou a dançar e atuar em uma idade jovem, graduando-se em fala e comunicação no Los Angeles Valley College. 
Evigan começou a dançar profissionalmente e apareceu em vários videoclipes, mais notavelmente "Numb" do Linkin Park (2003). Ela também começou a atuar e teve pequenos papéis em filmes como Bottoms Up (2006) e séries de televisão como Fear Itself (2008). Ela fez sua descoberta quando apareceu como Andrea "Andie" West no filme de dança Step Up 2: The Streets (2008). Desde então, ela foi conhecida como a Rainha do Pânico por estrelar inúmeros filmes de terror e suspense, incluindo S. Darko (2009), Sorority Row (2009), Burning Bright (2010), Mother's Day (2010), The Devil's Carnival (2012), Stash House (2012), Mine Games (2012), Alleluia! The Devil's Carnival (2016) e a segunda temporada de From Dusk Till Dawn (2015).

## Filmografia

### Filmes
| Ano  | Título                          | Personagem                        | Notas                                                                    |
| 1996 | Spectre                         | Aubrey South                      | Também conhecida como House of the Damned e Escape to Nowhere            |
| 2004 | Something Sweet                 | Aspirante a atriz nº 1 / destaque | Filme curto                                                              |
| 2006 | Bottoms Up                      | High School Girl                  |                                                                          |
| 2008 | Step Up 2: The Streets          | Andrea "Andie" West               |                                                                          |
| 2009 | S. Darko                        | Corey Richardson                  |                                                                          |
| 2009 | Sorority Row                    | Cassidy Tappan                    |                                                                          |
| 2010 | Burning Bright                  | Kelly Taylor                      | Canta música de fim de crédito, estou livre                              |
| 2010 | Mother's Day                    | Annette Langston                  | Co-escreveu e cantou a canção dos créditos finais, Better Than Yesterday |
| 2010 | Monster Heroes                  | Svector Orlaff                    |                                                                          |
| 2011 | Subject: I Love You             | Butterfly                         |                                                                          |
| 2012 | Rites of Passage                | Penelope                          |                                                                          |
| 2012 | The Devil's Carnival            | Ms. Merrywood                     |                                                                          |
| 2012 | Stash House                     | Emma Nash                         |                                                                          |
| 2012 | Mine Games                      | Lyla                              |                                                                          |
| 2012 | A Star for Christmas            | Cassie Drake                      | Filme para televisão (ION)                                               |
| 2013 | She Loves Me Not                | Charlotte                         |                                                                          |
| 2014 | Puncture Wounds                 | Tanya                             | Também conhecido como A Certain Justice                                  |
| 2014 | Step Up: All In                 | Andrea "Andie" West               |                                                                          |
| 2014 | Lap Dance                       | Tasha                             |                                                                          |
| 2014 | Paranormal Island               | Ivy                               |                                                                          |
| 2015 | Once Upon a Holiday             | Katherine "Katie" Hollington      | Filme para televisão (Hallmark)                                          |
| 2016 | Monday at 11:01 A.M.            | Olivia                            |                                                                          |
| 2016 | ToY                             | Chloe                             |                                                                          |
| 2016 | Love Is All You Need?           | Jude Klein                        |                                                                          |
| 2016 | The Devil's Carnival: Alleluia! | Ms. Merrywood                     |                                                                          |
| 2017 | The Good Nanny                  | Spencer Pratt                     | Filme de TV                                                              |
| 2017 | SockMonster                     | Anne                              | Filme curto                                                              |
| 2018 | Angel of Anywhere               | Michelle                          | Filme curto                                                              |
| 2018 | My Husband's Secret Wife        | Melanie                           |                                                                          |
| 2018 | River Runs Red                  | Marilyn                           |                                                                          |

### Televisão
| Ano  | Título              | Personagem | Notas                         |
| 2008 | Fear Itself         | Helen      | Epsódio: "New Year's Day"     |
| 2013 | Longmire            | Brandy     | Epsódio: "Carcasses"          |
| 2016 | From Dusk Till Dawn | Sonja Lam  | Papel recorrente; 8 episódios |